# عبد الناصر درويش
عبد الناصر درويش (13 ديسمبر 1958 -)، ممثل كوميدي فلسطيني ولد وعاش في الكويت، بدأ التمثيل وعرفه الجمهور فيها. يعد من أبرز فناني الكوميديا في الخليج، كما اشتهر بتأدية الشخصيات النسائية بطريقة كوميدية مسرحيًا وتلفزيونيًا كذلك قدمها في فيلم سينمائي حمل اسم طرب فاشن عام 2006، وقام مع حسن البلام ببطولة المسلسل الكوميدي كاني وماني الذي يقدم قصص للأساطير بطريقة كوميدية.

## السيرة الفنية
تخرج من المعهد العالي للفنون المسرحية بشهادة بكالوريس تمثيل وإخراج. أسس مع محمد الرشود وعبدالرحمن العقل وانتصار الشراح ومحمد العجيمي قروب فني مسرحي. عمل في وزارة الاعلام الكويتيه إلى منتصف التسعينيات. كما أنه أحد رواد برامج التقليد مع داوود حسين، انتصار الشراح، أحمد الدوغجي ونواف سالم الشمري.

### بداياته
كانت بدايته الفنية في عام 1979 من خلال المشاركة في المسلسلات التلفزيونية وكان أول مسلسل يشارك فيه هو مذكرات جحا إلا أن شهرته بدأت بعد أن شارك في مسرحية الكرة مدورة في عام 1988 والتي حققت له شهرة كبيرة. خلال مسيرته الفنية شارك في العديد من المسرحيات والمسلسلات ونال عدد من البطولات المسرحية والتلفزيونية حتى أصبح من أهم نجوم الكوميديا في الخليج والوطن العربي.

### الثنائيات
قدم العديد من الثنائيات الناجحة كان أهمها مع طارق العلي في مسرحية سوبر صطار والعديد من المسرحيات، ومع الفنان حسن البلام في عدد من المسلسلات لعل أشهرها فص كلاص وحارش وارش.

### العضويات
الفنان عبد الناصر درويش عضو في فرقة المسرح الكويتي والذي أسسه محمد النشمي.

## الانتقادات
تعرض عبد الناصر درويش لبعض من الانتقادات كان آخرها الانتقادات التي تعرض لها أثناء عرض مسرحية طار الوزير بعد انتشار فيديوهات له بدور رجل دين إلا أن الشركة المنتجة للمسرحية وضحت سبب تأدية عبد الناصر درويش لدور رجل دين بأحد لوحات المسرحية لإظهار بأن هنالك أشخاص يتسترون خلف شكل رجل دين لإلهاء أمورهم وتغطية فسادهم وهم يسيئون لرجل الدين. كما وجه أحد مشاهير اليوتيوب في السودان نقد لاذعاً له ولحسن البلام بعد تقليدهما الساخر في برنامج بلوك غشمرة.

## التوقف عن المسرح
في عام 2006 وبعد انتهاء عروض مسرحية يواش يواش والتي عرضت في الكويت أعلن توقفه عن تقديم المسرحيات، الا انه عاد للمسرح بعد 10 سنوات من توقفه وتحديداً في 2016 عاد في مسرحيتي طار الوزير وعرب تويت  والتي عرضت في قطر. وفي عام 2019 أعلن عن تقديمه لمسرحية الثلاجة والتي شهدت عودته للمسرح الكويتي.

## الجنسيات
يحمل بالإضافة لجنسيته الأصلية الفلسطينية عدة جوازات سفر منها الجواز البوليفي والسوري والإماراتي.

## أعماله الفنية

### في التلفزيون
| سنه الإنتاج | اسم المسلسل           | بمشاركة |
| ----------- | --------------------- | --- |
| 1979        | مذكرات جحا            | إبراهيم الصلال، خالد العبيد، طيبة الفرج، عبد الله الحبيل، هدى حمادة                                                                                        |
| 1982        | بدر الزمان            | خالد العبيد، إبراهيم الحربي، مريم الغضبان، محمد المنيع، هدى حسين                                                                                           |
| 1984        | إلى من يهمه الأمر     | مريم الغضبان، جاسم النبهان، عائشة إبراهيم، علي المفيدي |
| 1984        | عائلة فوق تنور ساخن   | خالد النفيسي، حياة الفهد، مريم الغضبان، علي المفيدي، غانم الصالح، انتصار الشراح                                                                            |
| 1988        | مدينة الرياح          | أحمد الصالح، عبد الرحمن العقل، هدى حسين، خالد العبيد، زهرة الخرجي                                                                                          |
| 1988        | نصيب                  | عبد الله الحبيل، مريم الصالح، محمد جابر، خليل إسماعيل |
| 1995        | شحيت ومحيت            | داوود حسين، علي جمعة، علي سلطان، حسن البلام، منى شداد |
| 2000        | طارق شو               | طارق العلي |
| 2000        | الديرة نت             | خالد سامي، عبد المحسن النمر، لطيفة المقرن، ميساء مغربي |
| 2003        | قرقيعان 1 - برنامج    | داوود حسين، حسن البلام، علي سلطان |
| 2004        | قرقيعان 2 - برنامج    | داوود حسين، حسن البلام، علي سلطان |
| 2005        | ريموت كنترول - برنامج | هيا الشعيبي، إسماعيل سرور، عماد العكاري |
| 2006        | زارع المشموم          | أحمد السلمان، علي سلطان، عبد الله غلوم، حسن البلام، منى شداد                                                                                               |
| 2006        | شبابيك                | حسن البلام |
| 2007        | كاني وماني            | حسن البلام، زهرة عرفات |
| 2008        | عسى ما شر             | لطيفة المجرن، محمد العيسى، فاطمة عبد الرحيم |
| 2008        | دندرمه                | حسن البلام، أحمد العونان |
| 2009        | عماكور                | حسن البلام، هند البلوشي |
| 2010        | فص كلاص               | محمد جابر، حسن البلام، أحمد العونان |
| 2011        | سعيد الحظ             | محمد العيسى، منى شداد، شهاب حاجيه، سلمى سالم |
| 2012        | بودروش                | محمد جابر، ياسة، علي الغرير، نجوى الكبيسي |
| 2013        | واي فاي               | اسعد الزهراني، حبيب الحبيب، حسن البلام |
| 2014        | خف علينا              | شكران مرتجى، ناصر محمد |
| 2015        | حارش وارش             | حسن البلام |
| 2017        | بو طبيع               | عبد الرحمن العقل |
| 2018        | بلوك غشمرة            | انتصار الشراح، حسن البلام، أحمد العونان، عبد الله الخضر، فهد البناي، محمد الحملي، مبارك المانع                                                             |
| 2020        | درويشيات              | مبارك المانع، سلطان الفرج، بشار الجزاف، عبدالله الرميان، خالد المظفر، احمد العونان، ميس كمر، احمد الفرج                                                    |
| 2021        | علاء الدين            | سلطان الفرج، احمد العونان، نوره العقيلي، نيفين ماضي، نصر حماد، ميثم بدر                                                                                    |
| 2021        | ياما كان وكان         | سلطان الفرج، مبارك المانع، عبدالله الرميان، يوسف الحشاش، عبدالعزيز النصار، خالد المظفر، سامي مهاوش، شملان المجيبل، ايمان جمال، محمد عاشور، عبدالرحمن العقل |
| 2022        | نت فلوركس             | سلطان الفرج، محمد عاشور، احمد العونان |

### المسرحيات
| سنه الإنتاج | المسرحية               | بمشاركة                                                                                 |
| ----------- | ---------------------- | --------------------------------------------------------------------------------------- |
| 1982        | خروف نيام نيام         | داوود حسين، علي جمعة، طيبة الفرج                                                        |
| 1983        | دكوش يغزو وادي القمر   | داوود حسين، علي جمعة، علي سلطان، ميعاد عواد                                             |
| 1983        | فرسان المناخ           | عبد الحسين عبد الرضا، عبد العزيز النمش، غانم الصالح، إبراهيم الصلال، محمد السريع        |
| 1984        | المتوحشة               | محمد السريع، طيبة الفرج، حسين الصالح، محمد حسن، سمير القلاف                             |
| 1984        | وخر لا يعاديك          | خالد العبيد، سليمان الياسين، محمد السريع، باسمة حمادة                                   |
| 1984        | الشاطر حسن             | عبد الرحمن العقل، كاظم القلاف، محمد جابر، استقلال أحمد، هدى حمادة                       |
| 1985        | محاكمة علي بابا        | عبد الرحمن العقل، محمد جابر، أحمد جوهر، استقلال أحمد، هدى حمادة                         |
| 1986        | البمبرة                | عبد الله الحبيل، محمد جابر، عبد الرحمن العقل، انتصار الشراح                             |
| 1987        | الدكتور صنهات          | غانم الصالح، عبد الرحمن العقل، امبيريك، انتصار الشراح، محمد العجيمي                     |
| 1988        | الشياطين الثلاثة       | داوود حسين، إبراهيم الحربي، عبير الجندي                                                 |
| 1988        | أرض وقرض               | حياة الفهد، خليل إسماعيل، عائشة إبراهيم، عبد العزيز النمش، انتصار الشراح                |
| 1988        | الكرة مدورة            | غانم الصالح، خليل إسماعيل، عبد الرحمن العقل، ولد الديرة، انتصار الشراح                  |
| 1989        | صادوه                  | عبد الله الحبيل، من مصر كريمة مختار، سعيد صالح، فريدة سيف النصر، جاسم الصالح            |
| 1989        | شيكات بدون رصيد        | حياة الفهد، عائشة إبراهيم، خليل إسماعيل، عبد الرحمن العقل، ولد الديرة                   |
| 1989        | إذا طاح الجمل          | خليل إسماعيل، هيفاء عادل، طارق العلي، منى عبد المجيد                                    |
| 1990        | لولو الصغيرة           | داوود حسين، انتصار الشراح، أحمد جوهر                                                    |
| 1990        | بيت العزوبية           | غانم الصالح، حياة الفهد، خليل إسماعيل، إبراهيم الحربي، سمير القلاف                      |
| 1990        | بنشر                   | مريم الغضبان، عبد الله الحبيل، زينب الضاحي، امبيريك                                     |
| 1991        | أبطال السلاحف          | عبد الرحمن العقل، محمد جابر، جمال الردهان، مشاعل شداد                                   |
| 1992        | لولاكي 2               | غانم الصالح، عائشة إبراهيم، عبد الرحمن العقل، انتصار الشراح، محمد العجيمي               |
| 1993        | انتخبوا أم علي         | خليل إسماعيل، انتصار الشراح، عبد الرحمن العقل، داوود حسين، محمد العجيمي                 |
| 1993        | عبيد في التجنيد        | خالد العبيد، حياة الفهد، مريم الغضبان، محمد السريع، عبد العزيز المسلم، عبد الرحمن العقل |
| 1994        | روان والحرامية         | عبد الرحمن العقل، فرح علي، الفنانة اللبنانية ميرنا وليد                                 |
| 1994        | كينغ كونغ والسلاحف     | محمد جابر، عبد الرحمن العقل، محمد العجيمي، منى شداد                                     |
| 1994        | ولعها شعللها           | محمد السريع، خليل إسماعيل، عبد الرحمن العقل، من مصر جالا فهمي، حسين المنصور             |
| 1995        | علاء الدين             | داوود حسين، علي جمعة، علي سلطان، محمد الرشيد                                            |
| 1995        | بيب بيب والذيب         | داوود حسين، محمد العجيمي، منى شداد                                                      |
| 1995        | صباح الخير ياكويت      | عبد الرحمن العقل، انتصار الشراح، محمد العجيمي، سماح                                     |
| 1996        | بشت المدير             | عبد الرحمن العقل، انتصار الشراح، ولد الديرة، طارق العلي، عبد العزيز جاسم                |
| 1997        | لن أعيش في جلباب زوجتي | طارق العلي، أحمد السلمان، زهرة عرفات، حسن البلام                                        |
| 1997        | لعيونك                 | عبد الرحمن العقل، انتصار الشراح، محمد العجيمي، سماح                                     |
| 1998        | رحلة الأحلام           | عبد العزيز جاسم، سعد بخيت                                                               |
| 1999        | يا غافل لك الله        | عبد العزيز النمش، ولد الديرة                                                            |
| 1999        | في بيتنا مرشح          | عبد العزيز جاسم، سعيد المناعي، عادل الأنصاري، محمد السني، ابتسام العطاوي                |
| 2000        | أنا جحا                | علي المالكي، أميرة محمد                                                                 |
| 2000        | عيلة 10 نجوم           | محمد العجيمي، من مصر أحمد بدير، سعاد نصر، زهرة عرفات                                    |
| 2001        | الشرطية الحسناء        | داوود حسين، حسن البلام، زهرة عرفات                                                      |
| 2002        | مايصح الا الصحيح       | طارق العلي، حسن البلام، منى عبد المجيد، شعبان عباس، خالد العجيرب                        |
| 2003        | سوبر صطار              | طارق العلي، خالد البريكي، شعبان عباس، خالد العجيرب، ماغي مطران                          |
| 2004        | قدها ونص               | طارق العلي، خالد البريكي، حسن البلام، خالد العجيرب، ماغي مطران                          |
| 2005        | هوامير الأسهم          | عبد العزيز جاسم، هيا الشعيبي، منى شداد، هيفاء حسين                                      |
| 2006        | خليك في البيت          | عبد العزيز جاسم، علي الغرير، أحمد مبارك                                                 |
| 2008        | يواش يواش              | حسن البلام، أحمد السلمان، زهرة عرفات، علي سلطان، بدر الطيار                             |
| 2016        | طار الوزير             | عبد العزيز الجاسم، سعد بخيت، يامور السعودية، هدى سلطان، حسن صقر                         |
| 2016        | عرب تويت               | محمد المنصور، منى شداد، علي الغرير، جاسم الانصاري                                       |
| 2019        | الثلاجة                | مبارك المانع، سلطان الفرج، فيصل بوغازي، حسين المهدي، نورة العميري                       |

### المسلسلات الاذاعية
| سنة الانتاج | اسم المسلسل | الشخصية | بمشاركة                  |
| ----------- | ----------- | ------- | ------------------------ |
| 1994        | الشكاك      | سالم    | حياة الفهد، خليل أسماعيل |

### في السينما
| سنه الإنتاج | الفيلم   | بمشاركة                                      |
| ----------- | -------- | -------------------------------------------- |
| 2006        | طرب فاشن | حسن البلام، ميساء مغربي، منى شداد، آلاء شاكر |

### المسلسلات الكرتونيه
| سنة الانتاج | اسم المسلسل |
| ----------- | ----------- |
| 2004        | قطوطه وكلوب |

### الاخراج
في رصيد عبد الناصر درويش ثلاث تجارب في مجال الاخراج وتحديداً كمساعد مخرج في السهرة التلفزيونية أيام ضائعة وأوراق الخريف وفي المسلسل الشهير عائلة فوق تنور ساخن.

### تقديم البرامج
| سنه الإنتاج | العمل       | العرض              |
| ----------- | ----------- | ------------------ |
| 2012        | بودروش تايم | إذاعة إمارات أف أم |
| 2013        | بودروش تايم | إذاعة إمارات أف أم |
| 2014        | بودروش تايم | إذاعة إمارات أف أم |
| 2018        | بودروش      | إذاعة إمارات أف أم |

## روابط خارجية
- عبد الناصر درويش على موقع IMDb (الإنجليزية)
- عبد الناصر درويش على موقع قاعدة بيانات الأفلام العربية